# Алиев, Камран Гурбанович
Камран Гурбанович Алиев (азерб. Kamran Qurban oğlu Əliyev; род. 15 октября 1998, Новоивановка, Кедабекский район) — российский и азербайджанский футболист, нападающий клуба «Сумгаит».

## Биография
Родился в Новоивановке (Кедабеке). В возрасте четырёх лет с семьёй переехал в Москву, в пять лет начал заниматься в футбольной секции ЦСКА, первый тренер Павел Коваль. 
Через четыре года был исключён, так как не имел российского гражданства. 
По приглашению Алексея Стукалова перешёл в «Химки». 
В 2016—2017 годах играл за «Химки-М» в первенстве III дивизиона (ЛФК). 17 мая 2017 года дебютировал за «Химки» в Первенстве ФНЛ. В победном полуфинале Кубка России 2019/20 вышел на 90-й минуте.
Долгое время отказывался от выступлений за сборные Азербайджана, но в мае 2018 года провёл два товарищеских матча за сборную до 20 лет. 
За сборную России до 20 лет играл в Кубке ФНЛ 2020.
В зимнее окно сезона 2021/22 игрок самостоятельно выкупил свой контракт у клуба «Химки» и стал полноценным игроком «СКА-Хабаровск».